# Bernard Heidsieck
Bernard Heidsieck (Parigi, 30 novembre 1928 – Parigi, 22 novembre 2014) è stato un poeta francese distintosi per essere tra i creatori della poésie sonore.

## Biografia
Nato a Parigi, ha vissuto fin da giovanissimo le atmosfere dell'avanguardia, occupandosi di letteratura e di arti visive. L'acquisto di un magnetofono, nel 1959, segna una svolta fondamentale nella sua poesia, poiché a partire da quella data comincia a realizzare composizioni direttamente su nastro o a trasferire i suoi testi in dimensioni sonore, in cui alla sua voce si sommano suoni, rumori ed effetti elettronici.
Nel 1962 inaugura la poésie action, dove il testo viene letto interagendo con nastri preregistrati e in cui svolge una funzione importante anche la presenza del corpo in azione.
Ha pubblicato molti libri e dischi. Si è esibito in numerose performance in una ventina di paesi. Ha organizzato festival internazionali di "poesia sonora", tra i quali “Rencontres internationales 1980 de Poésie sonore” al Centre Georges Pompidou di Parigi e in altre città della Francia.
Nel 1991 gli è stato assegnato il "Grand Prix National de Poésie" del Ministère de la Culture.
In Italia, nell'edizione 2009 del "Premio Antonio Delfini" (Modena) gli è stato assegnato un premio speciale alla carriera.
Un'ampia monografia di Jean-Pierre Bobillot tratta la vita e le opere del poeta (Bernard Heidsieck – poésie action, Éditions Jean-Michel Place, Paris, 1996).

## Opere
- Sitôt dit, Seghers, Paris, 1955.
- B2B3 (Exorcisme), Éditions du Castel Rose, 1967.
- Encoconnage, con Françoise Janicot, Guy Schraenen, Anvers, 1972.
- Portraits-Pétales, Guy Schraenen, Anvers, 1973.
- D2 + D3Z, Poèmes-Partitions, Collection Où, Henri Chopin Éditeur, Ingatestone, 1973.
- Partition V, Éditions du Soleil Noir, Paris, 1973.
- Ravaillac tu connais? Poesia Sonora, antologia a cura di Maurizio Nannucci, Cbs, Milano 1975
- Poésie sonore et caves romaines suivi de Poème-Partition D4P, Éditions Hundertmark, Cologne, 1984.
- Canal Street, SEVIM/ B. Heidsieck, Paris, 1986.
- Poésie et dynamite (con un testo di Jean-Jacques Lebel), Factotumbook 38, Sarenco-Strazzer, 1986.
- Derviche / Le Robert, Éditeurs Évidant, Paris, 1988.
- Poème-Partition "A", Électre Éditeur, Paris, 1992.
- D'un art à l'autre (Poésure et Peintrie), Ville de Marseille, 1993.
- Poème-Partition "R", Cahiers de nuit, Caen, 1994.
- Poème-Partition "N", Les Petits classiques du grand pirate, Paris, 1995.
- Coléoptères and Co, con P.A. Gette, Yéo Éditeur, Paris, 1997.
- Poème-Partition "T", con un CD, Derrière la Salle de bains, 1998.
- Vaduz, con un CD, Ed. Francesco Conz, Verona, 1998.
- La Fin d'un millénaire, Ventabrun Art Contemporain, 2000.
- Respirations et brèves rencontres, con 3 CD, Al Dante Éditeur, 2000.
- Nous étions bien peu en ..., Onestar Press, 2001.
- Partition V, con un CD, riedizione, Le Bleu du Ciel, 2001.
- Canal Street, con due CD, Al Dante Éditeur, Romainville, 2001.
- Poème-Partition "F", con un CD, Le Corridor bleu Éditeur, 2001.
- Le carrefour de la chaussée d'Antin, con due CD, Al Dante, Romainville, 2001.
- Partition V, Le Bleu du Ciel, 2001.
- Notes convergentes, Al Dante Éditeur, Romainville, 2001.
- La poinçonneuse, con un CD, Al Dante Éditeur, Romainville, 2003.
- Ca ne sera pas long, fidel Anthelme X, 2003.(CD)
- Lettre à Brion, CD, Al Dante Éditeur, Romainville, 2004.
- Derviche - Le Robert, con tre CD, Al Dante éditeur, Romainville, 2004.
- Démocratie II, with 1 CD, Al Dante éditeur, Romainville, 2004.